# Coupe du Maroc de football 2020-2021
Vous pouvez aider à l'améliorer ou bien discuter des problèmes sur sa page de discussion.
- Son texte doit être wikifié : il ne correspond pas à la mise en forme Wikipédia (style, typographie, liens internes, liens entre les wikis, etc.). (Marqué depuis avril 2022)

Navigation
Coupe du Trône 2019-2020 Coupe du Trône 2021-2022
La Coupe du Trône 2020-2021 est la 65e édition de la Coupe du Trône de football.
Le vainqueur se qualifie pour le tour préliminaire de la Coupe de la confédération. Si ce vainqueur a déjà garanti sa place dans une des deux compétitions africaines (en finissant parmi les 3 premiers du championnat), le finaliste perdant récupère cette place qualificative à la Coupe de la confédération. Si le finaliste a aussi fini parmi les 3 premiers du championnat, c'est l'équipe classée quatrième du championnat qui hérite de la place qualificative.

## Résultats

### Seizièmes de finale[1],[2],[3]
Voici le calendrier de cette édition:
| Match | Équipe 1                       | Résultat   | Équipe 2            |
| ----- | ------------------------------ | ---------- | ------------------- |
| 1     | US Sidi Kacem                  | 0 - 1      | SCC Mohammedia      |
| 2     | Club Ittifaq Sportif Marrakech | 1 - 4      | Wydad AC            |
| 3     | JS Massira                     | 1 - 2      | Raja de Béni Mellal |
| 4     | JS Kasbat Tadla                | 0 - 1a. p. | Raja CA             |
| 5     | RCA Zemamra                    | 0 - 1      | HUS Agadir          |
| 6     | Fath US                        | 2 - 1      | Wydad de Fes        |
| 7     | IZ khémisset                   | 0 - 3      | CA Khénifra         |
| 8     | US Temara                      | 0 - 2      | US Touarga          |
| 9     | AS Mansouria                   | 1 - 0      | MA Tétouan          |
| 10    | IR Tanger                      | 1 - 0      | FATH Casablanca     |
| 11    | Rapide Oued Zem                | 1 -3       | DH El Jadida        |
| 12    | RS Berkane                     | 2 - 1a. p. | MC Oujda            |
| 13    | AS FAR                         | 0 - 2      | Maghreb AS          |
| 14    | OC Safi                        | 4 - 1      | Amal Tiznit         |
| 15    | JS Soualem                     | 2 - 1      | Tihad AS            |
| 16    | CAY Berrechid                  | 1 - 0      | KAC Marrakech       |

### Huitièmes de finale[1],[2],[4]
| Match | Équipe 1            | Résultat        | Équipe 2      |
| ----- | ------------------- | --------------- | ------------- |
| 1     | SCC Mohammedia      | 2 - 3           | Wydad AC      |
| 2     | Raja de Beni Mellal | 3 - 3 (2-4 tab) | Raja CA       |
| 3     | HUS Agadir          | 1 - 3           | Fath US       |
| 4     | CA Khénifra         | 1 - 2           | US Touarga    |
| 5     | AS Mansouria        | 1 - 0           | IR Tanger     |
| 6     | DH El Jadida        | 0 - 0 (2-4 tab) | RS Berkane    |
| 7     | Maghreb AS          | 3 - 1           | OC Safi       |
| 8     | JS Soualem          | 1 - 2           | CAY Berrechid |

### Quarts de finale[1]
| Match | Équipe 1     | Résultat | Équipe 2      |
| ----- | ------------ | -------- | ------------- |
| 1     | Wydad AC     | 2 - 0    | Raja CA       |
| 2     | Fath US      | 3 - 1    | US Touarga    |
| 3     | AS Mansouria | 0 - 1    | RS Berkane    |
| 4     | Maghreb AS   | 0 - 2    | CAY Berrechid |

### Demi-finales
| Match | Équipe 1   | Résultat       | Équipe 2      |
| ----- | ---------- | -------------- | ------------- |
| 1     | Wydad AC   | 0 - 0(5-4 tab) | Fath US       |
| 2     | RS Berkane | 2 - 2(4-3 tab) | CAY Berrechid |

### Finale
| Finale                | Wydad AC          | 0 - 0 | RS Berkane | Complexe sportif Moulay-Abdallah, Rabat |                                    |
| 28 juillet 2022 20:00 |                   | (-)   |            | Diffuseur : Arryadia Arbitrage : -      | Diffuseur : Arryadia Arbitrage : - |
| 28 juillet 2022 20:00 | Tirs au but 2 - 3 |       |            | Diffuseur : Arryadia Arbitrage : -      | Diffuseur : Arryadia Arbitrage : - |